# Český Superpohár 2012
Český Superpohár 2012 bylo historicky třetí utkání každoročně pořádané soutěže zvané Český Superpohár. Účastníci soutěže byli dva – vítězové dvou hlavních soutěží pořádaných Fotbalovou asociací České republiky. Vítězem 1. české fotbalové ligy za sezonu 2011/2012 se stal tým FC Slovan Liberec a vyzyvatelem byl vítěz Poháru České pošty v sezoně 2011/2012, SK Sigma Olomouc. Pro oba kluby to byla premiérová účast v této krátkodobé soutěži.
Ta se odehrává pouze v jednom zápase, na stadionu vítěze Gambrinus ligy.
Tyto dva kluby se tedy střetly 20. července 2012 na libereckém Stadionu u Nisy. Vítězem duelu se stal tým SK Sigma Olomouc, který, jako první vítěz domácího poháru, získal trofej Synot Tip Superpoháru a k tomu prémii jeden milion korun.

## Průběh utkání
Jak se ukázalo v předešlých sezonách, velkým problémem, zejména pro mistra Gambrinus ligy, je termínová kolize utkání, kdy ho čeká duel jednoho z předkol Ligy mistrů a utkání Superpoháru tak má nižší prioritu. I přesto zvítězili v předešlých dvou ročnících právě mistři Gambrinus ligy. Rozdíl oproti tomuto ročníku byl ten, že i vítěze domácího poháru obvykle čekala účast v Evropských pohárech, což tentokrát v případě Sigmy Olomouc neplatilo. Pro korupční jednání v roce 2008 jí UEFA start ve svých soutěžích zakázala a ta se tedy na rozdíl od svého soupeře mohla soustředit výhradně na duel o Český Superpohár.
A to se ukázalo rozhodující výhodou. Slovan měl zpočátku sice místní převahu, ale ve 24. minutě neuhlídal Martina Doležala, který hlavou překonal Davida Bičíka. O dvě minuty později navíc slovenský rozhodčí Trutz odpískal přísnou penaltu, když Jan Navrátil upadl po kontaktu s Jiřím Fleišmanem. Balon si vzal Michal Ordoš a s přehledem proměnil. Liberec už reagovat nedokázal a Sigma si dokráčela ke svému premiérovému vítězství v Českém Superpoháru.

## Statistiky zápasu
| 20. července 2012 17:00 |       |                                           |                                                                               |
| FC Slovan Liberec       | 0 – 2 | SK Sigma Olomouc                          | Stadion u Nisy, Liberec diváci: 2 877 (29 % kapacity) rozhodčí: Richard Trutz |
|                         |       | 24' Martin Doležal 27' (pen) Michal Ordoš | Stadion u Nisy, Liberec diváci: 2 877 (29 % kapacity) rozhodčí: Richard Trutz |

| Slovan | Sigma |

| 30     | B      | David Bičík      |     |
| 13     | O      | Ondřej Kušnír    |     |
| 14     | O      | Martin Tóth      |     |
| 2      | O      | Renato Kelić     |     |
| 25     | O      | Jiří Fleišman    |     |
| 23     | Z      | Josef Šural      |     |
| 6      | Z      | Lukáš Vácha      |     |
| 24     | Z      | Jiří Štajner     | 81' |
| 4      | Z      | Artem Butenin    | 46' |
| 11     | Ú      | Michal Breznaník |     |
| 28     | Ú      | Dzon Delarge     | 66' |
| Trenér | Trenér | Jaroslav Šilhavý |     |

| 27     | B      | Zdeněk Zlámal      |     |
| 23     | O      | Tomáš Janotka      |     |
| 29     | O      | Igor Golban        |     |
| 12     | O      | Aleš Škerle        |     |
| 21     | Z      | Michal Vepřek      |     |
| 17     | Z      | Tomáš Hořava       |     |
| 7      | Z      | Michal Ordoš       |     |
| 8      | Z      | Daniel Silva Rossi |     |
| 11     | Ú      | Jan Schulmeister   | 86' |
| 25     | Ú      | Jan Navrátil       | 69' |
| 15     | Ú      | Martin Doležal     | 71' |
| Trenér | Trenér | Roman Pivarník     |     |

| 10 | Ú | Miloš Bosančić   | 46' |
| 22 | Ú | Zbyněk Musiol    | 66' |
| 20 | Z | Jevhen Morozenko | 81' |

| 10 | Ú | Michal Hubník   | 69' |
| 26 | Z | Martin Pospíšil | 71' |
| 13 | Z | Martin Šindelář | 86' |

|  | 24'        | Martin Doležal | 0-1 |
|  | 27' (pen.) | Michal Ordoš   | 0-2 |

|  | 26' | Jiří Fleišman |
|  | 38' | Artem Butenin |
|  | 55' | Ondřej Kušnír |

|  | 29' | Aleš Škerle  |
|  | 30' | Tomáš Hořava |

| Hlavní rozhodčí: | Richard Trutz |
| Asistenti:       | Peter Chládek |
| Asistenti:       | Tomáš Vorel   |
| Reportáž         |               |

| 30     | B      | David Bičík      |     |
| 13     | O      | Ondřej Kušnír    |     |
| 14     | O      | Martin Tóth      |     |
| 2      | O      | Renato Kelić     |     |
| 25     | O      | Jiří Fleišman    |     |
| 23     | Z      | Josef Šural      |     |
| 6      | Z      | Lukáš Vácha      |     |
| 24     | Z      | Jiří Štajner     | 81' |
| 4      | Z      | Artem Butenin    | 46' |
| 11     | Ú      | Michal Breznaník |     |
| 28     | Ú      | Dzon Delarge     | 66' |
| Trenér | Trenér | Jaroslav Šilhavý |     |

| 27     | B      | Zdeněk Zlámal      |     |
| 23     | O      | Tomáš Janotka      |     |
| 29     | O      | Igor Golban        |     |
| 12     | O      | Aleš Škerle        |     |
| 21     | Z      | Michal Vepřek      |     |
| 17     | Z      | Tomáš Hořava       |     |
| 7      | Z      | Michal Ordoš       |     |
| 8      | Z      | Daniel Silva Rossi |     |
| 11     | Ú      | Jan Schulmeister   | 86' |
| 25     | Ú      | Jan Navrátil       | 69' |
| 15     | Ú      | Martin Doležal     | 71' |
| Trenér | Trenér | Roman Pivarník     |     |

| 10 | Ú | Miloš Bosančić   | 46' |
| 22 | Ú | Zbyněk Musiol    | 66' |
| 20 | Z | Jevhen Morozenko | 81' |

| 10 | Ú | Michal Hubník   | 69' |
| 26 | Z | Martin Pospíšil | 71' |
| 13 | Z | Martin Šindelář | 86' |

|  | 24'        | Martin Doležal | 0-1 |
|  | 27' (pen.) | Michal Ordoš   | 0-2 |

|  | 26' | Jiří Fleišman |
|  | 38' | Artem Butenin |
|  | 55' | Ondřej Kušnír |

|  | 29' | Aleš Škerle  |
|  | 30' | Tomáš Hořava |

| Hlavní rozhodčí: | Richard Trutz |
| Asistenti:       | Peter Chládek |
| Asistenti:       | Tomáš Vorel   |
| Reportáž         |               |

## Vítěz

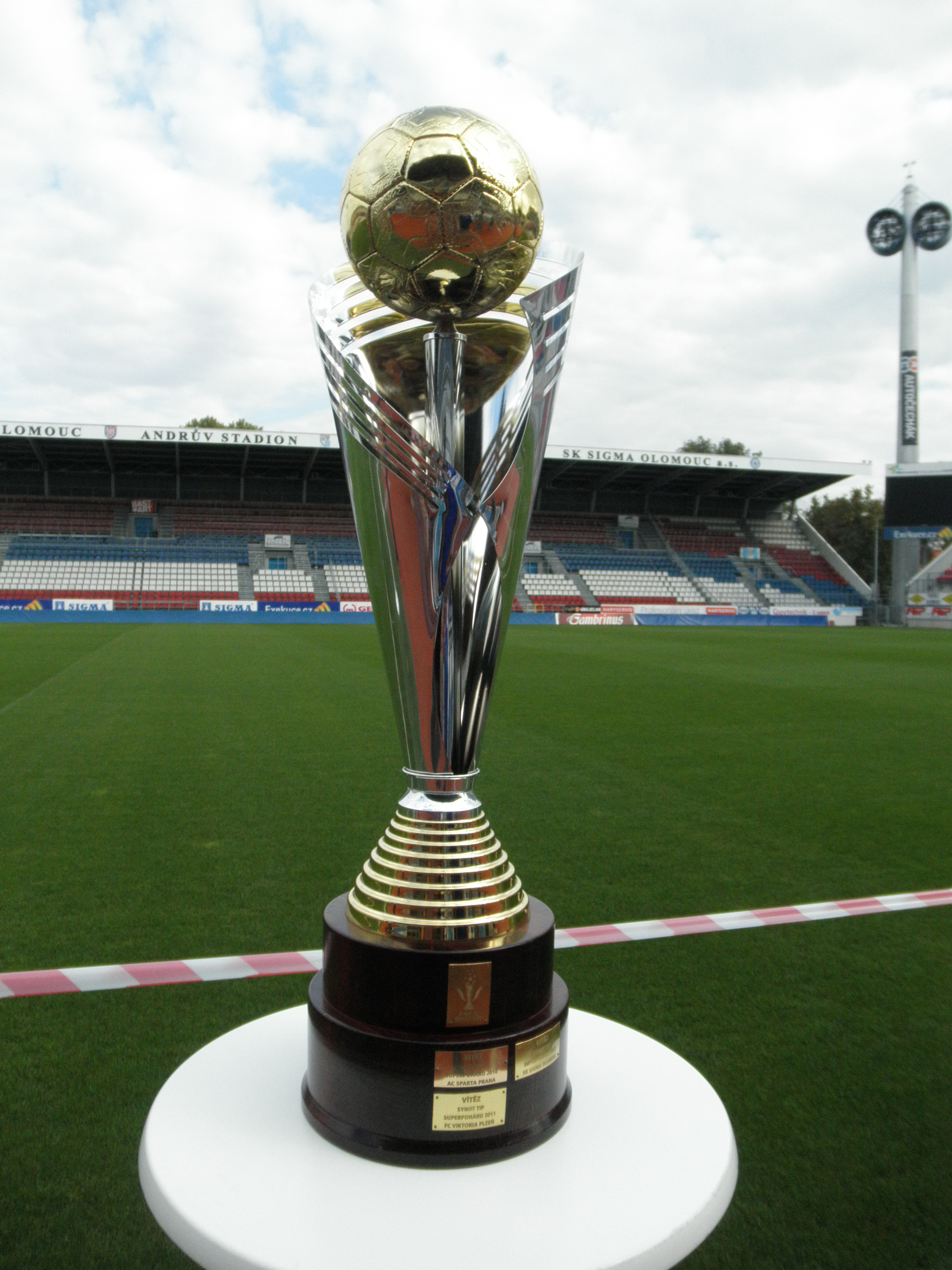
Český Superpohár na Andrově stadionu

| Český Superpohár 2012 SK Sigma Olomouc (1. vítězství) |